# Listă de politicieni ruși implicați în scandaluri publice
Aceasta este o listă de politicieni ruși implicați în scandaluri publice:

## Prim-miniștri
- Mihail Kasianov, a fost filmat în aprilie 2016 în timp ce făcea sex cu o femeie despre care se crede că ar fi o activistă britanică în vârstă de aproximativ 40 de ani.[1]